# Kvinnors nätverk
Kvinnors nätverk är en internationell ideell organisation som bildades i Stockholm 1994 av Leila Qaraee. Verksamheten driver frågor om kvinnors och barns rättigheter och jämställdhet i samhället. Kvinnors Nätverk är även känt för sitt arbete mot hederskultur och för sitt radioprogram Kvinnors Röst som sänds på persiska.
Kvinnors Nätverk arbetar mot sociala, kulturella, religiösa, ekonomiska och politiska värderingar som har för avsikt att rättfärdiga eller dölja diskriminering och förtryck av barn och kvinnor.
Kvinnors Nätverk startades 1994 runt närradioprogrammet Kvinnors Röst som sänds på persiska.
Kvinnors nätverk arbetar med opinionsbildning, stöd och rådgivning till våldsutsatta kvinnor och flickor. De erbjuder stöd i form av stödsamtal, socialpedagogiska gruppaktiviteter och fungerar även som ombud vid myndighetskontakter såsom möten med Socialtjänsten och Migrationsverket. Arbetet är fokuserat kring flickor och unga kvinnor som kontrolleras genom våld och hot av föräldrar och andra närstående. Den andra målgruppen utgörs av kvinnor som efter att de invandrat till Sverige på grund av äktenskap blir utsatta för våld och saknar kontaktnät och uppehållstillstånd.
Kvinnors Nätverk sympatiserar med den radikala jämställdhetsrörelse som syftar till jämlikhet och jämställdhet för kvinnor i hela världen. De kämpar mot sexism, porr, heteronormativitet, kvinnohandel, kvinnomisshandel, rasism och exploatering av arbetare. De har tilldelats flertal priser och diplom genom åren för sitt arbete, bland andra LO:s kulturstipendium, Radioakademins Specialpris och Guldhjulet.

## Verksamhetsområden
Kvinnors Nätverks verksamhet finansieras huvudsakligen genom bidrag från Stockholms kommuns Socialtjänstförvaltning, Länsstyrelsen i Stockholms län samt Allmänna arvsfonden. Kvinnors Nätverk driver verksamheterna Matilda (vuxenverksamhet), Linnamottagningen och Systra mi (ungdomsverksamhet) och volontärverksamhet. Kvinnors Nätverk genomför utbildningar och webutbildning för yrkesverksamma som kommer i kontakt med målgruppen genom sin verksamhet. De genomför även seminarier och konferenser samt erbjuder mötesplatser för aktiva och sympatisörer.

### Linnamottagningen och Systra mi
Verksamhetsansvarig på Linnamottagningen är Azam Qarai som var med och startade den år 2004. Linnamottagningen är Kvinnors Nätverks öppna mottagning för ungdomar i åldrarna 13-25 år. Systra mi startade år 2007 och är en öppen verksamhet för flickor och kvinnor mellan 13 och 25 år. Gemensamt är att ungdomarna av familj, släkt eller andra närstående är utsatta för förtryck och kränkningar i form av:
- frihetsbegränsningar / isolering
- arrangerade äktenskap / tvångsäktenskap
- psykisk misshandel, hot och våld
- bevittnande av våld mot annan medlem i familjen/släkten
- våldtäkt / incest

### Kvinnors Nätverks rådgivning ”Matilda”
Inom Matilda kommer kvinnor som behöver stöd på grund av våld i parrelationen, stöd i en skilsmässa och stöd i vårdnadsfrågor. 
Kvinnorna stöttas med följande:
- samhällsinformation och juridisk rådgivning
- stärka deras självförtroende, uppmuntra och synliggöra egna resurser
- bygga upp ett stödjande nätverk kring den hjälpsökande för att underlätta frigörelseprocessen
- bryta utanförskap och isolering
- bryta mönstret av våld som överförs från generation till generation
- erbjuda dem en plattform och möjlighet att själva ta aktiv del i kampen för kvinnors rättigheter
- stötta dem i att själva organisera sig

### Volontärverksamhet
Många av Kvinnors Nätverks medlemmar engagerar sig som volontärer i verksamheten. Det kan till exempel handla om övningskörning, läxläsning, flytthjälp, arbeta med hemsidan eller vara med som extra resurs vid kurser och utflykter. Som volontär kan man också fungera som stödperson i en individuell kontakt med en tjej eller kvinna.  

### Internationellt arbete
Kvinnors Nätverk bedriver omvärldsbevakning och stödjer våldsutsatta kvinnor och barn i krigsdrabbade områden och i fattiga länder. De har ett samarbete med kvinnorättsaktivister och organisationer i många länder, bland annat Afghanistan, Syrien, Irak och Egypten. Kvinnors Nätverk har producerat tre dokumentärfilmer om kvinnors och barns liv i Afghanistan och en bok om sitt utlandsarbete. Två av dokumentärerna har visats på SVT. År 2014 åkte ordförande Leila Qaraee och andra medlemmar från Kvinnors Nätverk till staden Ain el arab, även känd som Kobane i Syrien för att träffa kvinnoaktivisterna som gjort sig kända i media över hela världen. Under turbulensen 2010 under den så kallade arabiska våren i Egypten stödde Kvinnors Nätverk kvinnorättsaktivisternas kamp för global jämställdhet.

## Produktioner
Kvinnors Nätverk och Linnamottagningen har genom åren producerat dokumentärfilmer och skrivit metodböcker i hedersrelaterad kontext för yrkesverksamma.
- Jag är min egen person 2001 – 2004 [1]
- Behandlingsinriktade familjehem 2010 [2]
- Systra mi 2010 (persiska 2013)
- Familjearbete i hederskontext 2013 [3]
- Tills vi blir fria, 2004, dokumentär om kvinnors livsförhållanden i Afghanistan.
- Världens ansvar, 2004, dokumentär om barnens livsförhållanden i Afghanistan.
- Med höjd blick, 2013, dokumentären bevittnar en resa till Afghanistan gjord av tre aktivister från Kvinnors Nätverk.

## Utmärkelser
2019 - Hedeniuspriset, Humanisterna